# Rabinsko judovstvo
Rabinsko judovstvo (hebrejsko יהדות רבנית) je judovska verska ločina, ki izhaja iz obdobja pozne diaspore med Judi. Nastala je po uničenju Drugega templja v Jeruzalemu, leta 70 po Kristusu. Razlog za nastanek sekte je bila nezmožnost opravljanja verskih obredov zaradi uničenega verskega svetišča.
Propadel verski sistem je nadomestil rabinski judaizem.

## Nastanek
Ko so Rimljani porušili mesto Jeruazalem in judovski Drugi tempelj , je večina Judov postopoma zapuščala območje tedanjega Izraela. Po uničenem pravnem in verskem sistemu med preživelo skupnostjo je nastala potreba po notranji obnovitvi, kar je med 2. in 6. stoletjem našega štetja nadomestilo rabinsko judovstvo. Slednje temelji na prepričanju, da Tora temelji na ustni izpovedi Boga Mojzesu.

## Razvoj skupnosti
Po porušenju je skupnost ostala brez osrednjega objekta, ki je služil v verske, poučevalne in študijske namene. Sledila je sprememba dotedanjih tradicionalnih prepričanj, usmerjenih v pomen templja in prenova verskih obredov. 
Do judovskega razsvetljenstva v poznem 18. stoletju in razcepitve Judov na številne verske skupnosti, je bila Halaka (judovsko pravo) osnova verskim obredom.
Rabinsko judovstvo je pri judovskem pravu poudarjalo pomen ustnega izročila. Verjeli so, da pisano pravo ne more biti v celoti pravilno razumljeno, brez poznavanja ustne osnove.